# Optășani
Optășani – wieś w Rumunii, w okręgu Aluta, w gminie Spineni. W 2011 roku liczyła 140 mieszkańców. 